# Фонд Чарльза Стюарта Мотта
Фонд Чарльза Стюарта Мотта — частный фонд, основанный в 1926 году американским бизнесменом, соучредителем General Motors Чарльзом Стюартом Моттом. Располагается в городе Флинт, Мичиган. Идеей деятельности фонда является создание духа общности, как на местных уровнях, так и в масштабах всего общества. Особенно выделяется роль индивидуума, поэтому, программы фонда нацелены на увеличение возможностей граждан, семей и общественных институтов на местном уровне и за его пределами.
Некоторые организаций, финансируемые фондом: Университет Кеттеринга, Мичиганский университет, Afterschool Alliance, Институт искусств Флинта. Является членом Сети европейских фондов инновационного сотрудничества (NEF).

## Программы
1. «Гражданское общество» — укрепление общественного сектора, содействие развитию гражданской ответственности и защите прав человека, улучшение межнациональных отношений.
2. «Окружающая среда» (для США и Канады) — создание надежных и ответственных институтов гражданского населения, оперативных моделей развития, защищающих богатство и целостность отдельных экосистем по всему миру и в частности Северной Америки.
3. «Окрестности города Флинт» (для Флинта, Мичигана и Дженеси) — усиление функционирования общества, которое способно достойно встретить экономические, социальные и расовые трудности.
4. «Дорога от бедности» (для США) — обнаружение, изучение и разработка путей выхода из бедности для людей и обществ с низким уровнем доходов[1].

## В России
В июле 2015 года  вошел в «патриотический стоп-лист» западных фондов, который Совет Федерации направил в Генпрокуратуру с просьбой проверить их деятельность на соответствие закону о нежелательных организациях.